# Heart of Darkness (Computerspiel)
Heart of Darkness ist ein zweidimensionales Jump ’n’ Run, das für die PlayStation und Microsoft Windows erschienen ist. Das Spiel besaß eine mit etwa fünf Minuten Spieldauer für damalige Verhältnisse sehr lange computeranimierte Anfangssequenz. Eine weitere Besonderheit war, dass dem Spiel eine 3D-Brille (Farbfilterbrille) beilag, mit deren Hilfe man die Endsequenz in 3D betrachten konnte.

## Handlung
Der junge Andy ist ein typischer Junge, er hasst die Schule, hat sein eigenes Baumhaus und will am liebsten seine Freizeit mit seinem Hund Whisky verbringen. Doch während einer Sonnenfinsternis stehlen Schattenwesen seinen Hund und entführen ihn ins Schattenreich. Dies kann der junge Andy natürlich nicht dulden. Da er erfinderisch und hochintelligent ist, folgt er den Schattenwesen mit einer selbstgebauten Maschine. Nach seiner Ankunft erlebt er aber eine Bruchlandung und stürzt ab. Er findet sich in einer anderen Welt wieder, wo das Böse über das Gute herrscht und die Finsternis über das Licht.
Im Laufe seines Abenteuers verliert Andy seine selbstgebaute Strahlenkanone, welche von einem Ungeheuer gefressen wird, doch er findet tief in einem See einen magischen Stein, welcher ihm Superkräfte verleiht und so wieder eine Möglichkeit gibt, die Schattenwesen zu besiegen. Er freundet sich mit dem primitiven Ureinwohner Kumpel an, dessen Volk von den dortigen Schattenwesen unterdrückt wird. Als schließlich noch die Behausung des Volkes von den Schattenwesen angegriffen wird, mobilisieren sich die letzten Überlebenden und helfen Andy, den Herrn der Finsternis zu besiegen und Whisky zu retten. Zuvor verleiht ihnen Andy auch seine Superkräfte, indem er die letzten Überlebenden zu dem magischen Stein führt. Andy muss sich jedoch beeilen, da Kumpels fliegendes Volk langsam aber sicher müde wird und sie sich in eines der Schattenwesen verwandeln, sobald sie den Boden berühren. Andy schafft es in die Festung der Schatten einzudringen und er dringt bis zum Herrscher der Finsternis vor. Während seine Freunde mit ihren neuen Kräften für Ablenkung sorgen, infiltriert Andy die Festung. Er sorgt dafür, dass ebendieser Stein mit den Kräften in das Heart of Darkness fällt, einen riesigen dunklen Strudel, und durch eine Explosion die Festung schließlich untergeht. Dabei glaubt Kumpel, dass er Andy verloren hat, doch dieser ist – wie zuvor auch sein Hund Whisky – in den Strudel gefallen und findet sich in einem dunklen Raum mit finsteren Gestalten vor. Am Ende findet er jedoch wieder seinen Hund und seine Mutter öffnet die Tür zu seinem Baumhaus. In der letzten Szene sieht man Kumpel mit Teilen von Andys abgestürzter Maschine spielen.

## Spielprinzip
Heart of Darkness ist ein 2D-Jump-’n’-Run-Spiel, bei dem die Figur sich seinen Weg mithilfe seiner Plasma-Kanone durch verschiedene Levels kämpft (meist Levels in der Unterwelt). Auf dem Weg dahin stellen sich ihm verschiedene Monster (Schattenwesen) in den Weg. Des Weiteren enthält das Spiel einige Rätsel, um für Abwechslung zu sorgen. Andy muss zum Beispiel durch die Zerstörung eines Gegenstands eine Kettenreaktion auslösen, um den Weg freizulegen, oder explodierende Biomasse so transportieren, dass der Weg freigesprengt werden kann. An einigen Stellen kann die Spielfigur zu Tode kommen, etwa falls der Spieler zu nah an einen Gegner kommt und zu spät reagiert. In diesen Fällen sieht man in einer kurzen Ingame-Szene, wie die Spielfigur das Zeitliche segnet. Sie kann etwa zerquetscht oder gefressen werden, oder sie fällt einen tiefen Abgrund hinab. Diese Todessequenzen variieren je nach Gegner. Trotz dieser teilweise recht brutalen Darstellungen wurde das Spiel in den USA vom Entertainment Software Rating Board in die Kategorie E („für Jedermann“) eingestuft.

## Entwicklung
Das Entwicklerteam setzte sich größtenteils aus Leuten zusammen, die an den ähnlich gestalteten Spielen Another World (Éric Chahi) und Flashback (Frederic Savoih) beteiligt waren. Die Entwicklungszeit betrug 6 Jahre. Die Spielegrafiken waren mit einer Auflösung von 512 × 384 in 256 Farben zum Zeitpunkt der Veröffentlichung hinter dem Stand der Technik. Allein für die Animationsphasen der Hauptfigur wurden 2000 Einzelbilder handgezeichnet. Zu jedem Zeitpunkt wurden nur die jeweils möglichen Bewegungsabläufe in den Arbeitsspeicher geladen, um Ressourcen zu sparen. Die zunächst anvisierten 256 Bildschirmen wurden vor der Veröffentlichung auf 176 gekürzt. Rätsel konnten sich auch über mehrere Bildschirme hinweg erstrecken. Die Musik wurde von Bruce Broughton komponiert und von dem London Symphony Orchestra eingespielt.

## Rezeption
MAN!AC lobte Dramaturgie und Grafik, die jedoch technisch schwach umgesetzt wurde. Zudem seien die Rätsel im Vergleich mit besser ausgearbeiteten Konkurrenzprodukten wie Oddworld zu simpel geraten. Gelobt wurden die Zwischensequenzen und der Soundtrack. Die Grafik war zum Veröffentlichungszeitpunkt bereits veraltet. Das Game-Design könne Spieler frustrieren. Laut Power Play haben Musik und FMV Kinoqualität. Die Animation der Charaktere ist sehr flüssig. Der Umfang hingegen ist sehr gering und die Sprites sind sehr niedrig aufgelöst. Für PC Action wirkte die VGA-Grafik nicht mehr zeitgemäß. Die facettenreiche Hintergrundgeschichte und die dichte Atmosphäre machten einiges wieder wett. Die Steuerung sei einfach, dennoch seien einige Level schwer zu meistern.